# August Lambert
August Lambert (18 de fevereiro de 1916 - 17 de abril de 1945) foi um piloto alemão da Luftwaffe durante a Segunda Guerra Mundial. Voou 350 missões de combate, nas quais abateu 116 aeronaves inimigas (127 segundo algumas fontes), o que fez dele um ás da aviação. Abateu também mais de 10 tanques, centenas de veículos e peças de artilharia do inimigo. Foi o maior ás da aviação de uma unidade Schlachtflieger (ataque ao solo).